# YIQ
YIQ is een systeem om een kleur te omschrijven. Dit wordt gedaan aan de hand van luminatie- en chrominantie-informatie. Een verwant systeem is het YUV-systeem, dat gebruikt wordt in het PAL televisiecodeersysteem. Een andere manier om kleur te omschrijven is aan de hand van het samenstellen kleurcomponenten, zoals het RGB-kleursysteem.
Het YIQ-systeem werd in 1953 nog gebruikt bij een televisiecodeersysteem: het NTSC-codeersysteem. Tegenwoordig wordt in het NTSC-codeersysteem gebruikgemaakt van YUV en is het YIQ-systeem overbodig geworden.

## Samenstelling van kleur

### 3 verschillende velden
Een kleur in het YIQ-systeem wordt samengesteld aan de hand van drie velden:
- Y = luminantie, ofwel lichtintensiteit;
- I = in-fase;
- Q = quadrature (afgeleid van het modulatiesysteem dat gebruikt wordt bij uitzending).

Het Y-veld is verantwoordelijk voor de lichtintensiteit, ofwel de hoeveelheid wit.
De velden I en Q zijn verantwoordelijk voor de kleur (de chrominantie). Deze waarden worden berekend aan de hand van RGB-waarden.

### De berekening
In matrixvorm ziet de berekening van de waarden van Y, I en Q er als volgt uit:
{\displaystyle {\begin{bmatrix}Y\\I\\Q\end{bmatrix}}={\begin{bmatrix}0,\!299&0,\!587&0,\!114\\0,\!595716&-0,\!274453&-0,\!321263\\0,\!211456&-0,\!522591&0,\!311135\end{bmatrix}}{\begin{bmatrix}R\\G\\B\end{bmatrix}}}
Opmerkingen:
- De bovenste rij van de matrix heeft dezelfde waarden die ook gebruikt worden in het YUV-systeem.
- Wanneer (R, G, B) = (1, 1, 1) (=wit) dan wordt (Y, I, Q) = (1, 0, 0).

## Eigenschappen van het systeem
Het YIQ-systeem probeert gebruik te maken van de eigenschappen van het menselijk kleurherkenningsmechanisme.
De waarde die I berekent, bepaalt min of meer voornamelijk een waarde in het oranje-blauwe gedeelte van het kleurenspectrum. Het kleurherkenningsmechanisme van de mens is op dit gedeelte van het kleurspectrum redelijk gevoelig. Het bereik van de waarde van I is om die reden redelijk groot gekozen.
De waarde die Q berekent, bepaalt min of meer een waarde in het groen-paarse gedeelte van het kleurenspectrum. De mens is binnen dit gedeelte van het kleurenspectrum van nature minder goed in staat om grote verschillen te detecteren. Het bereik van de waarde Q kan daarom beperkt blijven.
Deze eigenschappen zijn dan ook mede verantwoordelijk voor de gekozen waarden in de transformatiematrix hierboven.
Doordat de bereiken van Y, I en Q onderling variëren, kan hiervan handig gebruikgemaakt worden bij doorsturen van een televisiesignaal. Men kan dan namelijk de bandbreedte aanpassen op het bereik van de waarden Y, I en Q. Voor het versturen van het signaal voor I, gebruikt met een bandbreedte tot 1,3 MHz. Voor het signaal voor Q wordt het signaal beperkt tot 0,4 MHz. In totaal zal het signaal van het YIQ-systeem beperkt blijven tot 4,2 MHz. Een leuke bijkomstigheid is dat het YIQ-systeem maakt dat het signaal ook nog compatibel is met zwart-wittelevisies.
Een nadeel van het YIQ-systeem is dat het systeem betrekkelijk kostbaar is om te implementeren.
primaire kleur · secundaire kleur · tertiaire kleur · complementaire kleur · kleurencirkel · partitieve kleurmenging · kleurcontrast · kleurtemperatuur

kleurcodering · kleurruimte · CIELAB · CMYK · HSL/HLS · HSV/HSB · HTML-kleuren · NCS · Pantone PMS · RAL · RGB · YIQ · YUV · YPbPr